# ASP.NET
ASP.NET (Active Server Pages для .NET) — платформа разработки веб-приложений, в состав которой входят: веб-сервисы, программная инфраструктура, модель программирования, от компании Майкрософт. ASP.NET входит в состав платформы .NET Framework и является развитием более старой технологии Microsoft ASP.
ASP.NET внешне во многом сохраняет схожесть с более старой технологией ASP, что позволяет разработчикам относительно легко перейти на ASP.NET. В то же время внутреннее устройство ASP.NET существенно отличается от ASP, поскольку она основана на платформе .NET и, следовательно, использует все новые возможности, предоставляемые этой платформой.

## История ASP.NET
После выпуска сервера Internet Information Services 4.0 в 1997 году, компания Microsoft начала исследовать возможность новой модели веб-приложения, которая удовлетворит жалобы на ASP, особенно связанные с отделением оформления от содержания, и которая позволит писать «чистый» код. Работа по разработке такой модели была поручена Марку Андерсу, менеджеру команды IIS, и Скотту Гатри, поступившему на работу в Microsoft в 1997. Андерс и Гатри разработали первоначальный проект в течение двух месяцев, и Гатри написал код первоначального прототипа во время рождественских каникул 1997 года.
Первоначальный проект назывался «XSP»; Гатри объяснил в интервью 2007 года, что «всегда спрашивают, что означает буква X. В то время она ничего не значила. XML начинается с неё; XSLT начинается с неё. Все клевое начинается с X, поэтому мы его так и назвали.» Прототип XSP был написан на Java, так как на тот момент у Microsoft не было Java-подобной технологии. В то время уже предполагалось (небезосновательно, как выяснилось в дальнейшем), что лицензирование Java для Microsoft не будет продлено в 2003 году (в 2003 истекал срок выданной Sun Microsystems лицензии). В 1999 компанией Майкрософт было решено построить платформу с общеязыковой средой исполнения Common Language Runtime (CLR) и на её основе развить технологии. В ней, как и в Java, использовались программирование по принципам ООП, сборка мусора и другие возможности. Гатри описал это решение как «огромный риск», так как успех новой разработки был связан с успехом CLR, которая, как и XSP, находилась на ранней стадии разработки.

## Принципы ASP.NET
Поскольку ASP.NET основывается на Common Language Runtime (CLR), которая является основой всех приложений Microsoft .NET, разработчики могут писать код для ASP.NET, используя языки программирования, входящие в комплект .NET Framework (C#, Visual Basic.NET, J# и JScript .NET).
Программная модель ASP.NET основывается на протоколе HTTP и использует его правила взаимодействия между сервером и браузером. При формировании страницы заложена абстрактная программная модель Web Forms и на ней основана основная часть реализации программного кода.В целом, ASP.NET предлагает множество преимуществ для разработки веб-приложений, включая мощные инструменты, высокую производительность и богатый набор библиотек.

## Программные модели
В ASP.NET поддерживается несколько программных моделей для создания веб-приложений:
- ASP.NET Web Forms[англ.] — фреймворк для создания модульных веб-страниц из компонентов с обработкой событий пользовательского интерфейса на стороне сервера;
- ASP.NET MVC — фреймворк для создания веб-страниц с использованием шаблона проектирования MVC;
- ASP.NET Web Pages[англ.] — упрощённый синтаксис для добавления динамического кода и доступа к данным внутри HTML разметки веб-страниц[7];
- ASP.NET Web API — фреймворк для создания Web API поверх .NET Framework[8];
- ASP.NET WebHooks — реализация шаблона Webhook для подписки на события и публикации событий через HTTP;
- SignalR[англ.] — фреймворк для двунаправленного обмена сообщениями в реальном времени между клиентом и сервером.

Другие расширения ASP.NET:
- ASP.NET Handler[англ.] — компоненты, реализующие интерфейс System.Web.IHttpHandler. В отличие от страниц ASP.NET у них нет файла с HTML разметкой, нет поддержки обработки событий и других вспомогательных технологий. Они содержат только файл с программным кодом, написанным на любом из .NET-совместимых языков, который записывает какие-то данные в HTTP ответ. HTTP обработчики схожи с ISAPI-расширениями;
- ASP.NET AJAX — расширение, содержащее как клиентские, так и серверные компоненты для создания ASP.NET страниц, реализующих AJAX функциональность;
- ASP.NET Dynamic Data[англ.] — скаффолдинговое расширение для создания управляемых данными приложений.

## Безопасность
В ASP.NET, для управления системой аутентификации пользователей на сайте, был реализован за счет Membership API, который представляет средства для входа, хранения и управления учетными записями пользователей. Архитектура Membership API выстроена таким образом, что позволяет управлять пользователями хранящимся в различных источниках: Microsoft SQL Server, Microsoft Active Directory или специальное хранилище (реализованное самим, но тогда необходимо самому реализовывать поставщик, чтобы подключиться к обобщенной базе поставщиков). В ASP.NET аутентификация может осуществляется с помощью форм, либо с помощью Windows через IIS. Безопасность: ASP.NET предоставляет набор средств для обеспечения безопасности приложений, включая встроенные механизмы защиты от атак, таких как SQL-инъекции и кросс-сайтового  скриптинга .

## Преимущества ASP.NET перед ASP
- Компилируемый код выполняется быстрее, большинство ошибок отлавливается ещё на стадии разработки;
- Значительно улучшенная обработка ошибок во время выполнения запущенной готовой программы, с использованием блоков try..catch;
- Пользовательские элементы управления (controls) позволяют выделять часто используемые шаблоны, такие как меню сайта;
- Использование метафор, уже применяющихся в Windows-приложениях, например, таких как элементы управления и события;
- Расширяемый набор элементов управления и библиотек классов позволяет быстрее разрабатывать приложения;
- ASP.NET опирается на многоязыковые возможности .NET, что позволяет писать код страниц на VB.NET, Delphi.NET, Visual C#, J# и т. д.;
- Возможность кэширования всей страницы или её части для увеличения производительности;
- Возможность кэширования данных, используемых на странице;
- Возможность разделения визуальной части и бизнес-логики по разным файлам («code behind»);
- Расширяемая модель обработки запросов;
- Расширенная событийная модель;
- Расширяемая модель серверных элементов управления;
- Наличие master-страниц для задания шаблонов оформления страниц;
- Поддержка CRUD-операций при работе с таблицами через GridView;
- Встроенная поддержка AJAX;